# 白日夢 (谷崎潤一郎)
『白日夢』（はくじつむ）は、谷崎潤一郎の戯曲。全4幕から成る。歯科の治療を受けに来た青年が同じ患者の美しい令嬢を見るうち、麻酔の昏睡の中で白日夢を見る物語。1926年（大正15年）、雑誌『中央公論』9月号に掲載された。
1922年（大正11年）発表の戯曲『白孤の湯』と『白日夢』を元に書いたヌードショーのレヴュー『白日夢』は、1959年（昭和34年）2月から5月まで、谷崎のお気に入り女優・春川ますみ出演で日劇ミュージックホールで上演された。
『白日夢』の翻案作品はこれまで4度の映画化があり、最初の1964年（昭和39年）版は映画化の際に、監督・武智鉄二の脚本が掲載された雑誌『シナリオ』に、谷崎が「『白日夢』の映画化に寄せて」という一文を贈っている。この映画は警視庁が映倫にカットを要請し、猥褻映画として有名になった。1981年（昭和56年）版は佐藤慶と愛染恭子による本番が話題となった。

## あらすじ

### 第1幕
夏の昼間、都会の或るビル6階にある歯科医院では、様々な患者が虫歯の治療を受けている。治療室には手術台が2台あり、待合室からは治療室の様子が見え、両室の間に受付の机と椅子があり、治療室の奥のドア付近に長椅子がある。
歯科ドクトルが2台の手術台の患者を交互に診て治療をこなしていく中、ある青年患者が待合室に入って来た。顔が青白く痩せている貧乏な洋画家風の青年は神経質そうに、他の患者が血に真っ赤に染まったうがい水を吐き出す様子に怯え、目を覆ったりしていた。
そこへ1人の若く美しい令嬢が待合室にやって来た。色白でおとなしそうな令嬢は黒っぽい単衣を着ていて、胸や臀部の肉づきが着物の上からも窺われた。青年はすっかりその令嬢の方に目を奪われた。俯きながらも青年の凝視を感じる令嬢は、着物の襟などを気にしている。
「葉室さん」と呼ばれた令嬢が先に治療室に入り、次に青年が「倉橋さん」と呼ばれて手術台にかけた。不安そうな青年の横では、令嬢が上の前歯の裏側に金を詰める治療をしていた。やがてドクトルが青年の方に来て、抜歯のためにノボカインを注射した。眼を閉じた青年は両手を上げ、物を探るように指をワナワナさせ、やがて眼を閉じたまま戦慄が止んだ。
治療音の響く中、令嬢の顔が蒼白になり、脳貧血で意識を失った。あわてたドクトルと看護婦2人が、急いで介抱している様子を、青年は眼を見開いてそっと見た後、また目を潰えた。令嬢は長椅子の方に運ばれて、帯や襟を緩められて寝かされた。青年はドクトルに虫歯を抜かれ、顔面蒼白になり気が遠くなった。
瞑目した青年が昏睡状態になったことを確認して怪しい笑みを一瞬浮かべたドクトルは、看護婦2人に外ドア付近に誰もいないこと見回らせた後、令嬢にマスクをかけクロロホルムを滴らせた。ドクトルから指示された看護婦2人は昏睡した令嬢を奥の部屋に運んでいった。

### 第2幕
場面は一変。夜の大百貨店の屋上庭園らしき所で納涼展覧会が行なわれ、中央の噴水前の植木鉢が並ぶ所々のベンチの一つに、何かを待つように息を凝らして倉橋青年が座っている。やがて浴衣を着た葉室令嬢が両親と一緒に現われ、景色を展望しているが、時々周囲を気にしていた。そこへドクトルが夫人と10歳くらいの息子を連れてやって来て、令嬢と目配せしたのを青年は見ていた。
お互いの家族が展望に夢中になっている中、ドクトルと令嬢はその場を抜け出し、青年は2人の跡を追った。それぞれの家族が、行方不明になった娘や夫を捜して去っていくと、再びドクトルと令嬢がそこへ戻って来た。ドクトルはすでに自分のものになっている令嬢とどこかで密通するために予約の電話をかけに行った。
ベンチで独り待っている令嬢の前に青年が現われ、悪いドクトルから令嬢を救おうと、ベンチの前に跪き令嬢の手を取って説得した。青年は、「彼奴があなたを誘惑したんだ」と訴え、令嬢を罠にかけた悪魔のドクトルを殺すと宣言する。その言葉を物影で聞いていたドクトルは、気味の悪い嘲笑を浮べていた。

### 第3幕
日中の大阪の心斎橋筋のような、静かで人通りの賑やかな街路の中央に、令嬢の屍骸が仰向けに横たわっている。令嬢は黒い単衣を着ていて、乱れた着衣の襟元と手首に血痕があるが、顔は安らかに眠っているかのようであった。しかし街路沿いの商店では日常と同じように通行人が品物を見たり、店の小僧が自転車で出かけたりしている。
そこへ、刑事と巡査が青年の腕を抱えながら、屍骸の前にやって来た。青年の髪や服装は滅茶苦茶になり、手には血のついた短刀があった。何故女を殺したのかと刑事が問いただすと、青年は、この女は僕を欺いたと叫び、妻子ある男と不義をした「淫婦」だと大声で連呼した。それに気づいた通行人たちは、いっせいに令嬢の屍骸と青年を取り巻き、「人殺し！」と口々に罵り、青年の「淫婦」の連呼と相重なる。

### 第4幕
第1幕と同じ歯科医院の治療室で、意識を回復した令嬢が身支度を整え、長椅子に座っている。青年は手術台の上で寝かされ、アンモニアによりドクトルと看護婦2人に介抱されていた。ドクトルは青年にブランデーを飲ませて、手術台を立て起した。
一方、完全に回復した令嬢は立ち上がってドクトルにお礼の挨拶をし、医院を後にした。青年の方は、少し休んでいくようにドクトルに促され、令嬢の去った後の長椅子によろよろと進んでいった。すでに待合室にいた新しい患者らが治療室に入り、ドクトルは治療のため手を洗い始めた。

## 登場人物
歯科ドクトル
35、6歳。面長の色白で背が高く、髪の毛が濃い。白衣の下にはリンネルのスッキリしたパンツを穿き、白い靴下で黒の短靴。無表情で終始冷静な態度。
看護婦AとB
20歳前後。2人とも美人ではないがクリクリとした丸顔で同じようなタイプ。化粧っ気がなく、赤茶けた髪をひっつめに結い、たくしあげた袖から肉感的な腕、裾の下からは逞しい脛と太い素足が見える。純白の衣と対照的な粘土色の肌が蠱惑的で、黒人の奴隷女を思わせる。顔面の筋肉が動かず無愛想で機械的に人形のように働いている。
青年
26、7歳。貧乏な洋画家風の服装。痩せて青白く陰鬱な表情。名前は倉橋。
令嬢
18、9歳。端正な鼻と涼しい瞳。柔和で気品のある丸顔。慎ましやかで内気な態度。非常に色白で口紅が際立つ。髪は漆黒でツヤツヤしているが薄めで、濡れた絹のように頭に密着している。黒っぽい明石の単衣の着物。小さな白金のダイヤの指輪をしている。名前は葉室。
他の患者たち
治療を嫌がり泣きわめく6、7歳の男児とその祖母らしい婦人。和服の老紳士。34、5歳の会社員風の男（中村）。口の中の膿で右頬がひどく腫れた15、6歳のニキビだらけの少年丁稚（小池）。その他3名
【白日夢の中】
青年
歯科医院の時と同じ服装。令嬢をドクトルから救おうと意気込む。殺した後は令嬢に欺かれたと叫ぶ。
令嬢
名前は葉室千枝子。百貨店の屋上庭園の場面では浴衣姿。両親やドクトルの妻への後ろめたさや堕落を感じながらも、ドクトルを好きになっている。心斎橋筋の場面では、歯科医院の時の着物と同じ恰好で屍骸になっている。
歯科ドクトル
妻子持ち。すでに令嬢を犯している。お互いの家族を騙して令嬢との密通の機会を作る。正義漢の青年の様子を蔭で見て、薄気味悪い嘲笑を浮べる。
令嬢の両親
真ん中に娘を挟んでベンチに座る。
歯科ドクトルの妻子
妻は27、8歳。子供は10歳くらいの男の子。
その他の人々
屋上の納涼客。青年を逮捕して取り押さえている刑事や巡査。街路や商店街の通行人たち。

## レヴュー化
- 7周年記念・グラン・ヌ・フォリース『白日夢』
  - 1959年 2月26日-5月5日 日劇ミュージックホール
  - 演出・構成：丸尾長顕
  - 出演：小浜奈々子、春川ますみ、ほか
  - ※『白孤の湯』と『白日夢』を混成したヌードショー。プログラムには、「観客になって楽しみたい」という谷崎潤一郎の談話が寄せられている[2]。春川ますみは谷崎の希望で出演となった[2]。

## 映画化

### 1964年版
概要
原作では令嬢と書かれている千枝子を流行歌手、青年を画家と具体的な肩書を設定しているが、本編は60年代相応の世相、風俗を交えながらも谷崎の原作に準じた筋運びである。
公開時の惹句は、「獣性の歓喜にのたうつ白い女体！ セックスの本質を衝く！」。この映画は芸術か猥褻かで物議を醸した。
映画化に着手する以前から谷崎の『白日夢』に惹かれていた武智鉄二は、1953年頃に読売テレビからドラマ製作の依頼を受けた時に、心斎橋の路上で殺人が起きる話をドキュメンタリー風に撮りたいという、漠然とした構想を抱いた。結局そのドラマの話は流れてしまったものの、10年後に『白日夢』の映画を監督することとなる。
武智は本作品の構成を「ベッドシーンそのものを描く代わりに、作品全体を１つの性行為として表現した。唇に触れることが前戯であり、女が裸で走るのが、あとに続く性行為といった間接的な表現方法をとった」と語っており、「1時間半の映画全体で性行為の始まりから完了までを描いていた」と解説している。本作の観客動員数は1千万人だったとされている。
ビデオソフト
NBCユニバーサル・エンターテイメントジャパンよりDVDが2007年12月に発売。その後、2014年12月に東映ビデオからリリースされた5枚組DVD「武智鉄二全集 異端の美学 1 」の中に、81年版と共に収録された。
キャスト
- 路加奈子 - 歌手・葉室千枝子
- 石浜朗 - 青年画家・倉橋
- 花川蝶十郎 - ドクトル
- 松井康子 - 看護婦
- 小林十九二 - 患者の老人
- 小沢茂美 - 患者の少年
- 坂本武 - デパートの守衛
- 吉田道紀 - クラブのボーイ
- 御木きよら - 煙草売りの女
- 奈良あけみ - 患者の美女
- 三鬼陽之助 - 通行人

ほか
スタッフ
- 監督 - 武智鉄二
- 企画 - 武智鉄二
- 原作 - 谷崎潤一郎
- 脚本 - 武智鉄二
- 撮影 - 萱沼正義
- 照明 - 大住慶次郎
- 美術  - 芥川敏
- 編集 - 金子半三郎
- スチール - 武智俊郎
- 音楽 - 芝祐久

### 1981年版
概要
惹句は「もう、堕落してますわ、わたくし――」（ポスターより）。
武智鉄二監督による64年版のセルフリメイクで、出演者が（性器の挿入を伴う）本物の性交をするハードコア映画と宣伝されたため、センセーショナルな話題作となった。しかし本編の一部にSM行為やセックスシーンが織り込まれている以外は、64年版同様に谷崎の原作に沿った展開である。劇場公開にあたり、一部の映画館では新藤兼人監督の『北斎漫画』（1981年）が併映された。
良くも悪くも話題を集めたこの映画は、初公開時にカットされたフィルムを加えた再編集版が制作され、“完全オリジナル海外版、遂に解禁！”を惹句に『DAYDREAM 白日夢』のタイトルで1982年10月22日より小規模公開されている。配給は前年の初公開版と同様に富士映画（多くの未公開シーンを加えて再編集しているが、上映時間は前より短くなっている）。映画の反響が大きかった故か、武智は癌で亡くなるまでハードコア映画を撮り続けた。
映画製作
ヒロインに決まっていた紀ノ川涼子が出演拒否したことから、ピンク映画の出演経験があった22歳（当時）の青山涼子が抜擢され、本作の出演を契機に芸名を愛染恭子に改めている。後年、日刊ゲンダイで連載されたピンク映画のドキュメンタリー記事「ピンクの証言者たち」で、愛染が『白日夢』を回顧した読み物では、出演料は100万円だったとのこと。車を運転するシーンがあると聞かされた愛染は、自動車教習所に通って免許を取得したほか、クランクインまでの数か月間は日舞、発声、体操、ジャズダンスの特訓を積んだ。歯科医役で出演する佐藤慶は、映画冒頭の歯科治療の手さばきが本物に見えるように、実際の歯科医師の指導を受けながら撮影をした。
本作のスチールカメラマン岩田彰の話によると、話題性重視の武智が愛染と佐藤のベッドシーンを公開撮影としたため、「たいへんな取材陣で、約50人の記者、カメラマン、それにテレビのカメラにレポーター」が集まったという。部外者の多さから佐藤がプレッシャーを感じて撮影が3時間中断したのち、集中して取り組みたいという佐藤の意見を汲んでマスコミ各社をスタジオから出し、現場スタッフのみで撮影を再開した。
撮影に備えて腸内の洗浄をしていた愛染をベッドシーンで大きく開脚させた佐藤は、人差し指を彼女の肛門の奥深くまで挿入。指先で直腸内を刺激された愛染が声をあげて身をよじる姿を始め、陰茎が根本まで収まった女性器が画面一杯に映し出される等、ハードコア映画を強調する映像が中盤20分以上にわたって展開する。
セックス場面の撮影は5時間に及び、精液が膣口から逆流するカットを撮るため、佐藤は愛染の中に陰茎を挿入したまま射精し、愛染は精液がこぼれ出さないよう逆立ち同然の姿勢でスタッフに抱えられてセットを移動した。これら一連の出来事は日刊ゲンダイの回顧録「日本初の本番映画　『白日夢』は本当に中出しでした」という見出しの回で赤裸々に語られており、愛染は精液のことを終始「ザーメン」と呼んでいる。愛染が洋式トイレのセットで放尿して、尿道口と同時に開いた膣口から精液が垂れ落ちる所が撮影されたが、このシーンは82年公開の再編集版『DAYDREAM 白日夢』で初めて陽の目を見た。
ベッドシーンの撮影時に緊張感から勃起しなかった佐藤だったが、いざ男性器が硬くなると愛染を押し倒してすぐ行為を始めてしまった。あまりに突然のことだったため、女性器に初めて陰茎が挿入されて行く場面を撮れずに撮影が進んだと愛染が明かしている。精液が膣内から出てくるショットが必要と認識していた愛染は、一種の段取りミスに落胆する間もなく、自身の性器内で佐藤が射精を終えるまで性交をそのまま続行した。
佐藤と愛染の実際の性交シーン全般は松竹大船撮影所のセットで撮っているが、「監督と慶さんと３人で１日だけ、香港にアリバイ旅行へ出かけました。海外で撮影したことにしたんです」と愛染が語るように、厳しい映倫の目を欺くため、性交場面のみ海外撮影を敢行したと偽っていた。そのため再編集版公開時のチラシで「香港の本番撮影シーンを多く取り入れた待望の完全オリジナル版」とアピールされている。
映画の評価
『キネマ旬報』1982年2月下旬号で、配給収入5億円と発表されているが、09年版『白日夢』のチラシに「成人映画としては異例の興行収入15億円の大ヒットを記録」という本作に関する記述がある。また観客動員数に関しては、82年の再編集版のチラシに「7か国で公開され、20万人を動員」と記載されている。映画公開によって一躍有名になった愛染は、街で「本番女優」と言われたり、「おい、やらせろよ」と下品な言葉をかけられたため、外出時にサングラスをかけるようになった。しかし愛染が母親に家を贈ったことが報じられてからは、そうした冷やかしがなくなったという。
武智は本作について、ベッドシーンの撮影は性行為の反応をドキュメンタリー的に見つめることにしたと語っており、「反応が起ると予想される部分にはすべてライティングをほどこし、六台のカメラをすえてそうした反応をとらえようと試みた。これは、かなりねらい通りにいったように思う」と自己評価している。
撮影日までオナニーも含めて禁欲を命じられていた愛染は、セックスの時間経過と共に「出る！  出る出る…」と口走ると、陰茎の抽挿が続く結合部分からみるみる白濁色の愛液を溢れ出させ、到底演技では成し得ない生々しいオーガズムをカメラの前に晒した。陰茎が出入りする度に真っ白な体液を股間から糸を引いて垂れ流す、愛染の女性器の変貌ぶりを武智は「海外において世界的な反響を呼びおこすと想像される」「性器自体の反応も、すばらしい美しさで映像化され、そこが単なる刺激の部位ではないことを示している」と高評価した。その一方で「このような創造を日本人だけが見ることを許されないことに怒りを覚えずにいられない」と、日本の映画業界に不快の念を露わにしている。日本公開時は能面をつけて舞う2人の姿や、別のカメラアングルで撮った愛染の悶える表情が、性器部分を覆うように合成されている。
ビデオソフト
初ビデオグラムは、松竹の洋画ポルノ配給部門だったグローバルフィルムから、40分に短縮した『白日夢』クライマックス版（15,000円）と、110分の『白日夢』ノーカット完全版（33,000円）の2種が、紙製パッケージのVHSカセットで発売。82年公開の再編集版は『DAYDREAM 白日夢 海外版』のタイトルでグローバルフィルムより発売（20,000円）された（いずれも発売年度不明）。
やがてレンタルビデオ市場の成熟に伴って1988年8月に松竹ホームビデオより2度目のVHS（12,800円）が発売。のちに『白日夢２』の廉価版ソフトに合わせて、1991年10月にウエスト・ケープ・コーポレーションのビデオ部門、JAVN（ジャパン・オーディオ・ビジュアル・ネットワーク）から3度目のVHS（4,500円）が発売された。DVDはNBCユニバーサル・エンターテイメントジャパンから2007年12月発売。2014年12月発売の東映ビデオの5枚組DVD「武智鉄二全集 異端の美学 1」にも収録されている。
キャスト
- 佐藤慶 - ドクトル
- 愛染恭子 - 葉室千枝子
- 勝然武美 - 青年・倉橋順吉
- 川口小枝 - 看護婦
- 矢生有里 - 同
- 川口千枝 - 美しい女
- 殿山泰司 - 守衛
- 茂山千五郎 - 浮浪者

ほか
スタッフ
- 監督 - 武智鉄二
- 脚本 - 武智鉄二
- 原作 - 谷崎潤一郎
- 製作 - 池俊行、前田有行
- 撮影 - 高田昭
- 助監督 - 荒川俊昭
- 録音 - 畑幸太郎
- 記録 - 森田溶子
- 照明 - 佐藤浩
- 美術 - 小澤秀高
- 編集 - 鵜飼邦彦、菊池純一、下村寿子
- スチール - 岩田彰
- 題字 - 金子真理
- 音楽 - 芝祐久
- 主題歌 - 「ディープ・ロマンス」 西浜鉄雄（唄）
- 製作会社 - 武智プロダクション
- 配給 - 富士映画

### 1987年版
概要
惹句は、“まどろみのあなたにハードな訪れ……「堕落を恐れてはいけません」―――”（ポスターより）
谷崎潤一郎の同名小説をもとに武智鉄二が三度目の映画化。公開当時のチラシでは「武智鉄二がハードに描く続篇」と宣伝され、タイトルにも『～２』とあるが、愛染恭子が出演している以外は81年版との関連性は一切なく、もちろん続編でもない。歯科で麻酔を投薬された主人公が朦朧とする冒頭だけが原作から使われた部分で、そこからラストに至るまで全て夢の中の出来事。最後は現実世界へ戻って話にオチがつく64年版、81年版とは異なり、夢の世界ならではの脈絡のない展開と唐突な性描写が最後まで続く。
愛染は役名こそ葉室千枝子であるものの、役割は81年版で佐藤慶が演じたような、主人公を性の世界へ誘う水先案内人の立場である。タキシードに黒マントを纏った菅貫太郎がドクトル役で出演しているが、夢の世界に数シーン現れるのみで本筋にほとんど絡まない。
映画製作
武智監督が『白日夢』（1981年）、『華魁』（1983年）に続く商業作品として撮った、主演女優が撮影現場で男性と性交を行なう“本番映画”の3作目（他に日本未公開作『高野聖』もある）。公開時には「武智鉄二監督 最後のハード・コア」と宣伝されたが、武智はこの翌年に膵臓癌で他界したため、実際にこれが遺作となった。
主人公の錦戸さかえ役には、代々木忠が監督したアテナ映像のアダルトビデオに数本出演歴がある霧浪千寿（きりなみ・ちず）が新人として起用されている。性交シーンは男女の身体同士や股間が完全に密着した、疑似セックスにも見えるような体位が多く、局部に男性器が入っているのが分かるアングルが僅かに確認できるのみ。前作の愛染恭子、『華魁』の親王塚貴子のような、陰茎が出入りする女性器のアップ映像がないことから、ハード・コア映画としての訴求力は弱い。ただし、愛染と霧浪のレズビアン描写に始まり、霧浪と速水健二が互いの性器を口で愛撫するオーラルセックスや、射精が迫ってきた速水が霧浪の膣から陰茎を抜いて、全裸の愛染の胸へ精液を放つ3Pなど、前作とは違った性描写のアプローチがある。また、夢のビジュアルを具現化する大胆な特殊合成技術を随所に採り入れ、81年版と違うことに取り組もうという武智の気概は感じられる。
霧浪は本作以降、日活ロマンポルノ『六本木令嬢　ふ・し・だ・ら』（四ノ宮浩監督作 1987年6月20日公開）の出演が確認されているが、目立った活動がないまま引退している。
ビデオソフト
初パッケージ化（発売年度不明）は、JAVN（ジャパン・オーディオ・ビジュアル・ネットワーク）よりVHS（16,800円）が発売。1991年10月に同じくJAVNより廉価版（4,500円）で再発売。 2007年12月にNBCユニバーサル・エンターテイメントジャパンよりDVDが発売された。2014年12月に東映ビデオから発売された5枚組DVD「武智鉄二全集 異端の美学 2」の中にも収録されている。
キャスト
- 愛染恭子 - 葉室千枝子
- 霧浪千寿 - 錦戸さかえ
- 速水健二 - 田之辺慎吉
- 谷口真樹 - 看護婦Ａ
- 松岡愛子 - 看護婦Ｂ
- 金子英明 - 車掌
- 菅貫太郎 - ドクトル

スタッフ
- 監督 - 武智鉄二
- 脚本 - 武智鉄二
- 原作 - 谷崎潤一郎
- 製作 - 芥川和敏
- 撮影 - 杉村博章
- 助監督 - 荒井俊昭
- 録音 - 畑幸太郎
- 記録 - 増田実子
- 照明 - 五十畑憲一
- 美術 - 丸尾知行
- 編集 - 神谷信武
- スチール - 岩田彰
- 制作担当 - 小山信行
- 題字 - 金山土州
- 音楽 - 芝祐久
- 主題歌 - 「白日夢」愛染恭子（唄）
- 製作 - 第三プロダクション
- 企画 - グローバルフィルム

### 2009年版
概要
惹句は「目覚めちゃだめ　もっといい夢見させてあげる。」（ポスターより）
公開に当たって“日本全土を衝撃の渦に巻き込んだ「本番映画」 公開から28年の時を超えて衝撃の復活！”と宣伝されたが、本作が81年版、87年版同様のハードコア映画かは言及されていない。この2009年版は設定、ストーリーとも原作に大幅な変更が加えられている。81年版、87年版で葉室を演じた愛染が今度はメガホンを取った（いまおかしんじが共同監督）。2010年（平成22年）春より新東宝配給にて、全国の成人映画館にてピンク映画と同時上映の形で拡大上映もされた。
当作品は本番であるかどうかは謳っていないが、愛染監督により、大坂俊介・坂本真ら濡れ場を担当する男性俳優に前貼りを貼らずにセックスシーンを演じさせるという独自の演出手法で官能シーンを撮り上げた。
ビデオソフト
ハピネットより2010年12月3日にDVDが発売された。特典映像に予告編、メイキング、初日舞台挨拶などを収録。
キャスト
- 西条美咲 - 葉室千枝子
- 大坂俊介 - 倉橋誠一
- 鳥肌実 - 日高
- 小島可奈子 - 日高さゆり
- 坂本真 - 宇波弘樹
- 福永ちな - 村井敦子
- 姑山武司 - 青年
- 渡会久美子 - 久美子
- 飯島大介 - 沼田
- 菅田俊 - 露木

スタッフ
- 監督 - 愛染恭子、いまおかしんじ
- 原作 - 谷崎潤一郎
- 製作 - 松下順一、窪田一貴
- プロデューサー - 小貫英樹
- 企画 - 加藤東司
- 脚本 - 井土紀州
- 撮影 - 田宮健彦
- スチール - 中居拳子
- 美術 - 羽賀香織
- 編集 - 目見田健
- 音楽 - 碇英記
- 照明 - 藤井勇
- 録音 - 沼田一夫
- 助監督 - 伊藤一平
- 制作協力 - 円谷エンターテインメント
- 制作 - 本田エンターテインメント

## おもな収録本
- 『赤い屋根』（改造社、1926年9月） NCID BN10169127
  - 収録作品：「蘿洞先生」「馬の糞」「赤い屋根」「友田と松永の話」「二月堂の夕」「港の人々」「金を借りに來た男」「マンドリンを彈く男」「白日夢」
- 『谷崎潤一郎文庫第2巻――呪われた戯曲・病蓐の幻想・魔術師・恐怖時代・白日夢 他七篇』（六興出版、1973年）
- 『谷崎潤一郎全集第11巻』（中央公論社、1982年3月）
  - 装幀：棟方志功。題字：谷崎潤一郎
  - 月報：今日出海「私の見た谷崎さん」。河野多恵子「谷崎文学の愉しみ（11）」
  - 収録作品：「白日夢」「日本に於けるクリツプン事件」「ドリス」「顕現」「黒白」「続蘿洞先生」「卍」